# Micrempis costata
Micrempis costata är en tvåvingeart som beskrevs av Teskey 1983. Micrempis costata ingår i släktet Micrempis och familjen puckeldansflugor.
Artens utbredningsområde är Venezuela. Inga underarter finns listade i Catalogue of Life.